# Ричард Фелман
Ричард Л. Фелман (енгл. Richard L. Felman; Њујорк, 29. мај 1921 — Тусон, 13. новембар 1999) је био ваздухопловни официр у америчкој војсци. Учествовао је у борбеним мисијама током Другог светског и Корејског рата, добио је 27 награда и одликовања до краја своје војничке каријере.

## Биографија
Фелман је рођен у Бронксу, Њујорк у јеврејској породици која се доселила из Пољске. Имао је брата Ирвина, који је рођен шест година раније. Када је Фелман напунио 21. годину приступио је у америчку авијацију 24. јула 1942. и постао пилот-навигатор.
Почетком 1944. налазио се у 415. бомбардерској ескадрили, 98. бомбардерској групи, 15. ваздухопловне армије стациониране у Лећеу, Италија као други ваздухопловни поручник на B-24 Либерејтор. Његов либеејатор бомбардер је назван Never a Dull Moment. У јулу 1944. Фелманов Б-24 погодио је немачки МЕ-109с и 10 од 11 чланова посаде успело је падобранима да искочи из оштећеног авиона у Југославију. Фелман је касније одликован Пурпурним срцем (Purple Heart) због војничког држања за време пада авиона.
Американци, на челу са Фелманом, приземљили су се у централној Србији, Србија је у то време била под нацистичком окупацијом, али су пали на територију која је била под контролом четника, покрета отпора предвођеним генералом Драгољубом Михаиловићем. Четници су их заштитили од немачких потера, који су из освете спаљивали села и стрељали 200 жена и деце. Фелман и његови чланови посаде били су безбедни код четника и 10. августа 1944. године су успешно евакуисани из Прањана, Србије у операцији Ваздушни мост. Више од 500 оборених америчких авијатичара спашено је операцијом Ваздушни мост, уз помоћ четника.
Фелмана је одликован од Краља Петра II Карађоревића Краљевским орденом Равна гора.
Четници су поражени на крају рата. Под оптужбом за ратне злочине, Дражи Михаиловићу партизани су организовали суђење 1946. године. Фелман и 21 спашени амерички пилот, априла 1946. писали су председнику Харију Труману и америчкој влади да би желели да отпутују, о њиховом трошку за Београд где би изнели њихово сведочанство на суђењу у одбрану Михаиловића.
Били су одбијени од америчке владе, због тога што је званични Вашингтон био пријатељски наклоњен партизанима у последњој фази рата. Америчка влада није желела да погоршава односе са новим комунстичким властима у Југославији. Упркос Фелмановом инсистирању, није био у стању да се домогне Београда. Михаиловића су на суђењу прогласили кривим, стрељали и сахранили у необележеном гробу 17. јула 1946.
Због залагаља спашених америчких пилота, Михаиловић и четнички покрет, а по препоруци генерала Двајта Д. Ајзенхауера, постхумно је одликован од стране америчког председника Харија Трумана Легијом части.
Фелман је наставио да доказује да Михаиловић и његови четници треба да буду одликовани за спасавање америчких пилота. Године 1970. је покушао да код америчког Конгреса донесе хитан правни оквир за закон којим би Влада САД заузела став да ода почаст и признање генералу Михаиловићу. Године 1976. и 1977. је покушао исто да наметне у Сенату преко политичара Џејмса Строма Тјурмонда и Барија Голдвотера. Међутим, правни оквир није прошао због званичне политике Сједињених Држава према Титовој Југославији. Он је поново покушао и у наредним деценијама неколико пута, али без успеха.
После рата, Ричард Фелман је био активан официр у Америчком ваздухопловству одакле је и пензионисан 1968.
Године 1995, на педесетогодишњицу прославе дана победе над нацизмом у Европи, мајор Ричард Фелман се вратио у Србију после 50 година, у друштву своје супруге Мери Ен, капетана Ника Лалића и пуковника Чарлија Дејвиса. Посетили су Равну гору заједно са 50.000 Срба, који су им упутили громогласне овације.
Умро је 13. новембра 1999. у 78. години живота, у Тусону, Аризона. Надживео је своју супругу Мери Ен и брата Ирвина, а иза себе није оставио потомство.